# 中山胡民
中山 胡民（なかやま こみん、1808年（文化5年）- 1870年2月8日（明治3年1月8日））は、江戸時代末期（幕末）から明治時代初期の蒔絵師である。通称は祐吉、別号に泉々がある。

## 経歴・人物
武蔵の葛飾郡寺島村（現在の東京都墨田区）に名主であった中山金兵衛の三男として生まれる。後に原羊遊斎の門人となり、蒔絵を学んだ後に優れた技巧で印籠蒔絵の制作にあたり名を馳せた。これによって法橋に叙せられ上記の別号を名乗った後に両国を経て、今戸（現在は台東区に所在）に活動拠点を移す。
また胡民は印籠以外にも櫛や硯箱、手箱、茶道具等多くの種類の蒔絵制作にあたったと自身の著書に言及されており、その傍らで茶道や俳諧もよくした。後に門人の育成にも携わり、小川松民等多くの蒔絵師の輩出に尽力する。死去後は法泉寺に葬られた。

## 主な著作物
- 『塗蒔絵控』
- 『蒔絵註文控』